# Trachylepis varia
Trachylepis varia är en ödleart som beskrevs av  Peters 1867. Trachylepis varia ingår i släktet Trachylepis och familjen skinkar. Inga underarter finns listade i Catalogue of Life.